# Felix Woyrsch
Felix Woyrsch (Troppau (Moràvia i Silèsia), 8 d'octubre, 1860 - Hamburg-Altona, 20 de març, 1944), va ser un compositor, organista, director de cor i director musical d'Altona.

## Biografia
Felix Woyrsch va créixer a Dresden i més tard a Altona. Les seves circumstàncies no li permetien assistir a una acadèmia de música i Woyrsch es va educar essencialment autodidacta. Va trobar el seu lloc de treball a Altona. El 1887 es va convertir en cap de l'Altonaer Liedertafel i el 1893 director del cor de l'església d'Altona i el 1895 va assumir la direcció de l'Altona Singakademie, es va convertir en organista a la Friedenskirche i després a la Johanniskirche.
El 1903 va crear els concerts simfònics i folklòrics municipals, que s'associaven amb el títol de director musical municipal. Ja havia estat nomenat professor el 1901, i el 1917 va esdevenir membre de l'Acadèmia Prussiana d'Arts de Berlín. A més de molts altres honors i premis, va rebre el Premi Beethoven d'aquesta acadèmia el 1937. Fins al 1931 va ser "director d'orquestra i cor, després professor i director musical municipal jubilat". La seva música es va interpretar amb freqüència a Alemanya fins al 1933. Les seves obres d'oratori, en particular, van rebre la major atenció i reconeixement. S'han documentat actuacions als EUA, Anglaterra, els Països Baixos i Rússia. Tot i que Woyrsch es va veure obligat a retirar-se el 1933, en els anys següents la Cinquena Simfonia es va emetre fora d'Altona el 9 d'octubre de 1935 (Reichssender Hamburg, juntament amb Das Deutsche Sanctus i les tres fantasies de Böcklin), Variacions sobre un tema original a Dortmund el 1938, la Quarta Simfonia a Schwerin el 1940 i Tema i variacions a Oberhausen el 1941. La Rapsòdia escàldica op. 50, amb els tres moviments Heldensage – Totenklage – Heimfahrt, es va estrenar a Altona el 2 d'abril de 1903. L'obra no té cap connexió ideològica amb èpoques posteriors, sinó que lliga amb l'interès general per la mitologia nòrdica a principis del segle XX.

## Agraïment
Tot i que Woyrsch sens dubte apreciava els seus contemporanis Igor Stravinski, Arnold Schoenberg i Paul Hindemith, com a compositor es va sentir menys compromès amb la innovació musical i es va dedicar més a desenvolupar un estil personal en la tradició clàssic-romàntica. Després de la seva mort, va ser ràpidament oblidat.
La Societat Pfohl-Woyrsch e. V. Hamburg, fundada el 1993, té com a objectiu preservar el llegat musical de Felix Woyrsch i fer-lo accessible a un públic més ampli.
El 1950, el Senat d'Hamburg va decidir anomenar-lo Woyrschweg al districte de Bahrenfeld.

## Catàleg raonat
Per conèixer aquest extens catàleg, aneu al seu arxiu de la Viquipèdia alemanya.

## Enregistraments
- Felix Woyrsch Piano Works, Rolf Plagge, piano, aulos/musikado 2004
- Alemanya romàntica del nord (soprano, viola, piano) Hamburg, 1999
- Simfonia núm. 1 op. 52 i Pròleg Simfònic de la Divina Comèdia de Dante op. 40, ODM 1994
- Simfonia núm. 2 op. 60 i l'Obertura de Hamlet op. 56, cpo 2011
- Simfonia núm. 3 op. 70 i Tres fantasies de Böcklin op. 53, CPO 2015
- Simfonia núm. 4 op. 71 i la Simfonia núm. 5 op. 75, CPO 2018
- Obres completes per a orgue, Toccataclassics 2021

## Premis
El 20 d'abril de 1936, el dia de l'aniversari d'Hitler, va rebre la Medalla Goethe per les Arts i les Ciències.